# Pipián (Colombie)
Pour les articles homonymes, voir Pipián.
Le pipián est une spécialité culinaire de la cuisine mexicaine base de viande et de pommes de terre, originaire de la région de Popayán, chef-lieu du département du Cauca. Cette recette très populaire dans la cuisine colombienne se rencontre aussi en Bolivie, par exemple dans les départements de Santa Cruz et de Beni
Il s'agit d'un ragoût épais composé d'une purée faite avec une variété locale de pomme de terre, familièrement appelé « colorada », à laquelle on ajoute du maní (cacahuètes grillées et moulues), de l'ail, de l'œuf dur, de la tomate, de l'oignon et du roucou. 
Certaines variantes de la recette comprennent également des clous de girofle ou de la cannelle.
Le pipián est basé sur la viande de poulet ou de poule, avec le classique maní ; le pipián beniano est traditionnellement basé sur la viande de bœuf ou de canard.
Il existe d'autres variantes de pipián au Pérou et en Équateur. 
Son nom vient du fait que, dans les années 1960-1970, les pilotes qui se dirigeaient vers la ville de Popayán, avaient coutume de désigner la ville par le sigle PPN prononcé « Pi-Pi-An ».

## Utilisation
Le pipián doit se consommer immédiatement après la cuisson.
Il s'emploie aussi comme farce pour la préparation des empanadas et des tamales, lesquels s'accompagnent d'une sauce typique appelée ají (piment) de maní.